# Aeroport Internacional de Palanga
L'Aeroport de Palanga (en lituà: Palangos oro uostas) (codi IATA: PLQ, codi OACI: EYPA), és un aeroport situat a 7 km de la localitat de Palanga, i a 32 de Klaipeda, al costat de la mar Bàltica, a Lituània. És un dels quatre aeroports principals del país, juntament amb l'aeroport Internacional de Vílnius i l'aeroport de Kaunas i l'aeroport de Šiauliai.